# Torneo Clausura 2018 (Bolivia)
El Torneo Clausura 2018 concluyó la Temporada 2018 de la División Profesional. Se disputó bajo el sistema de todos contra todos y otorgó dos últimos cupos a la Copa Libertadores y Copa Sudamericana.

## Sistema de juego
El Torneo Clausura 2018 es el que concluirá la Temporada 2018 de la División de Fútbol Profesional 2018. Fue definido por el Consejo Superior de la FBF que el Torneo Clausura que se disputará bajo el sistema de todos contra todos. El Campeón y subcampeón clasificarán a la Conmebol Libertadores 2019 como Bolivia 2 y 3, mientras que el tercero y cuarto clasificarán a la Conmebol Sudamericana 2019 como Bolivia 2 y 3.

### Árbitros
| Árbitros habilitados | Árbitros habilitados | Árbitros habilitados | Árbitros habilitados      |
| Departamento         | Nombre               | Edad                 | Categoría                 |
| -------------------- | -------------------- | -------------------- | ------------------------- |
| Cochabamba           | Raúl Orosco          | 45 años              | Árbitro de categoría FIFA |
| Beni                 | Alejandro Mancilla   | -                    |                           |
| Chuquisaca           | José Jordán          | 47 años              | Árbitro de categoría FIFA |
| Santa Cruz           | Juan Nelio García    | 43 años              | Árbitro de categoría FIFA |
| La Paz               | Luis Yrusta          | 46 años              | Árbitro de categoría FIFA |
| Potosí               | Orlando Quintana     | -                    |                           |
| Cochabamba           | Víctor Hugo Hurtado  | -                    |                           |
| Santa Cruz           | Ivo Mendez           | 34 años              | Árbitro de categoría FIFA |
| Cochabamba           | Hostin Prado         | -                    |                           |
| Oruro                | Álvaro Campos        | -                    |                           |
| Cochabamba           | Carlos García        | -                    |                           |
| Tarija               | Jordy Alemán         | -                    |                           |
| Oruro                | Gery Vargas          | 44 años              | Árbitro de categoría FIFA |
| La Paz               | Gado Flores          | -                    |                           |
| Tarija               | Nelson Barros        | -                    |                           |
| La Paz               | Juan Castro          | -                    |                           |
| Santa Cruz           | Joaquín Antequera    | -                    |                           |
| Tarija               | Jorge Justiniano     | -                    |                           |
| La Paz               | Julio Gutiérrez      | -                    |                           |
| Santa Cruz           | Rafael Subirana      | -                    |                           |

## Clubes participantes

### Distribución geográfica de los clubes
| Departamento | Cantidad | Club              |
| ------------ | -------- | ----------------- |
| Santa Cruz   | 6        | Blooming          |
| Santa Cruz   | 6        | Destroyers        |
| Santa Cruz   | 6        | Guabirá           |
| Santa Cruz   | 6        | Oriente Petrolero |
| Santa Cruz   | 6        | Royal Pari        |
| Santa Cruz   | 6        | Sport Boys        |
| La Paz       | 2        | Bolívar           |
| La Paz       | 2        | The Strongest     |
| Cochabamba   | 2        | Aurora            |
| Cochabamba   | 2        | Wilstermann       |
| Potosí       | 2        | Nacional Potosí   |
| Potosí       | 2        | Real Potosí       |
| Chuquisaca   | 1        | Universitario     |
| Oruro        | 1        | San José          |

### Información de los clubes
| Club              | Ciudad                   | Estadio                                           | Capacidad          | Marca                      | Patrocinador |
| ----------------- | ------------------------ | ------------------------------------------------- | ------------------ | -------------------------- | ------------ |
| Aurora            | Cochabamba               | Félix Capriles Capitán José Angulo Samancha Urabi | 32 000 6 200 2 500 | Lhed Indumentari           |              |
| Blooming          | Santa Cruz de la Sierra  | Ramón Tahuichi Aguilera                           | 38 500             | Blooming Oficial           |              |
| Bolívar           | Nuestra Señora de La Paz | Hernando Siles Simón Bolívar                      | 42 000 5000        | Joma                       |              |
| Guabirá           | Montero                  | Gilberto Parada                                   | 18 000             | Olive Sport                |              |
| Destroyers        | Santa Cruz de la Sierra  | Ramón Tahuichi Aguilera                           | 38 500             | Olive Sport                |              |
| Jorge Wilstermann | Cochabamba               | Félix Capriles Capitán José Angulo                | 32 000 6 200       | 4KM                        |              |
| Nacional Potosí   | Potosí                   | Víctor Agustín Ugarte                             | 30 000             | Willys                     |              |
| Oriente Petrolero | Santa Cruz de la Sierra  | Ramón Tahuichi Aguilera                           | 38 500             | Olive Sport                |              |
| San José          | Oruro                    | Jesús Bermúdez                                    | 30 000             | Willys                     |              |
| Real Potosí       | Potosí                   | Víctor Agustín Ugarte                             | 30 000             | Unosport / Sport La Comita |              |
| Royal Pari        | Santa Cruz de la Sierra  | Ramón Tahuichi Aguilera Juan Carlos Durán         | 38 500 12 000      | Adidas                     |              |
| Sport Boys        | Warnes                   | Samuel Vaca Jiménez Edgar Peña                    | 10 000 20 000      | Hidra Sport                |              |
| The Strongest     | Nuestra Señora de La Paz | Hernando Siles Rafael Mendoza                     | 42 000 10 000      | Walon                      |              |
| Universitario     | Sucre                    | Olímpico Patria                                   | 30 000             | Willys                     |              |

### Entrenadores
| Listado de entrenadores | Listado de entrenadores | Listado de entrenadores |
| Equipo                  | Fechas                  | Entrenador              |
| ----------------------- | ----------------------- | ----------------------- |
| Aurora                  | 1.ª a 5.ª               | Roberto Pérez           |
| Aurora                  | 6.ª a 26.ª              | Marcos Ferrufino        |
| Blooming                | Todas                   | Erwin Sánchez           |
| Bolívar                 | Todas                   | Alfredo Arias           |
| Destroyers              | 1.ª a 7.ª               | José Peña               |
| Destroyers              | 8.ª a 12.ª              | Cleibson Ferreira       |
| Destroyers              | 13.ª a 26.ª             | Óscar Ramírez           |
| Guabirá                 | Todas                   | Víctor Hugo Antelo      |
| Nacional Potosí         | 1.ª a 13.ª              | Edgardo Malvestiti      |
| Nacional Potosí         | 14.ª a 26.ª             | Alberto Illanes         |
| Oriente Petrolero       | 1.ª a 14.ª              | Juan Manuel Llop        |
| Oriente Petrolero       | 15.ª a 26.ª             | Ronald Arana            |
| Real Potosí             | 1.ª a 5.ª               | Walter Botto            |
| Real Potosí             | 6.ª a 26.ª              | Sergio Apaza            |
| Royal Pari              | Todas                   | Roberto Mosquera        |
| San José                | Todas                   | Eduardo Villegas        |
| Sport Boys              | Todas                   | César Vigevani          |
| The Strongest           | Todas                   | César Farías            |
| Universitario           | 1.ª a 10.ª              | Carlos Fabián Leeb      |
| Universitario           | 11.ª a 26.ª             | Adrián Romero           |
| Wilstermann             | Todas                   | Álvaro Peña             |

## Clasificación
- Actualizado el 19 de diciembre de 2018.

| Pos. | Equipo            | PJ | PG | PE | PP | GF | GC | DG  | Pts. | Clasificado a                      |
| ---- | ----------------- | -- | -- | -- | -- | -- | -- | --- | ---- | ---------------------------------- |
| 1    | San José (C)      | 26 | 17 | 2  | 7  | 71 | 38 | 33  | 53   | Copa Libertadores 2019 (Bolivia 2) |
| 2    | The Strongest     | 26 | 16 | 2  | 8  | 65 | 29 | 36  | 50   | Copa Libertadores 2019 (Bolivia 3) |
| 3    | Royal Pari        | 26 | 15 | 5  | 6  | 52 | 34 | 18  | 50   | Copa Sudamericana 2019 (Bolivia 2) |
| 4    | Bolívar           | 26 | 15 | 2  | 9  | 72 | 45 | 27  | 47   |                                    |
| 5    | Wilstermann       | 26 | 13 | 5  | 8  | 42 | 30 | 12  | 44   |                                    |
| 6    | Sport Boys        | 26 | 12 | 5  | 9  | 44 | 47 | –3  | 41   |                                    |
| 7    | Nacional Potosí   | 26 | 11 | 5  | 10 | 43 | 40 | 3   | 38   |                                    |
| 8    | Oriente Petrolero | 26 | 11 | 5  | 10 | 27 | 32 | –5  | 38   |                                    |
| 9    | Blooming          | 26 | 10 | 6  | 10 | 41 | 43 | –2  | 36   |                                    |
| 10   | Guabirá           | 26 | 9  | 3  | 14 | 37 | 48 | –11 | 30   |                                    |
| 11   | Aurora            | 26 | 8  | 3  | 14 | 25 | 40 | –15 | 27   |                                    |
| 12   | Universitario     | 26 | 6  | 5  | 15 | 18 | 50 | –32 | 23   |                                    |
| 13   | Real Potosí       | 26 | 6  | 4  | 16 | 30 | 68 | –38 | 22   |                                    |
| 14   | Destroyers        | 26 | 4  | 6  | 16 | 22 | 45 | –23 | 18   |                                    |

## Evolución de la clasificación
| Jornada / Equipo  | 1  | 2  | 3   | 4    | 5    | 6    | 7   | 8   | 9   | 10 | 11 | 12 | 13 | 14 | 15 | 16 | 17 | 18 | 19 | 20 | 21 | 22 | 23 | 24 | 25 | 26 |
| Jornada / Equipo  |    |    |     |      |      |      |     |     |     |    |    |    |    |    |    |    |    |    |    |    |    |    |    |    |    |    |
| ----------------- | -- | -- | --- | ---- | ---- | ---- | --- | --- | --- | -- | -- | -- | -- | -- | -- | -- | -- | -- | -- | -- | -- | -- | -- | -- | -- | -- |
| Aurora            | 13 | 14 | 14  | 14   | 14   | 13   | 12  | 12  | 13  | 12 | 12 | 13 | 12 | 12 | 12 | 14 | 14 | 13 | 11 | 11 | 11 | 11 | 11 | 11 | 11 | 11 |
| Blooming          | 9  | 8  | 9   | 6    | 4    | 6    | 7   | 5   | 7   | 8  | 7  | 7  | 7  | 9  | 8  | 8  | 8  | 7  | 8  | 9  | 9  | 7  | 9  | 7  | 8  | 9  |
| Bolívar           | 11 | 13 | 7   | *9   | *9   | 9    | 5   | 4   | 4   | 3  | 4  | 6  | 5  | 5  | 4  | 4  | 2  | 4  | 4  | 2  | 3  | 4  | 4  | 4  | 3  | 4  |
| Destroyers        | 14 | 12 | 10  | 10   | 10   | 11   | 11  | 11  | 11  | 11 | 11 | 11 | 11 | 11 | 11 | 11 | 11 | 11 | 12 | 13 | 13 | 13 | 14 | 14 | 14 | 14 |
| Guabirá           | 5  | 5  | 6   | *8   | *6   | *4   | 6   | 10  | 10  | 10 | 10 | 8  | 10 | 10 | 10 | 10 | 9  | 10 | 10 | 10 | 10 | 10 | 10 | 10 | 10 | 10 |
| Nacional Potosí   | 5  | 7  | 5   | 7    | 8    | 8    | 10  | 9   | 9   | 9  | 9  | 10 | 9  | 7  | 6  | 6  | 5  | 5  | 6  | 6  | 6  | 6  | 6  | 6  | 7  | 7  |
| Oriente Petrolero | 4  | 4  | 4   | 3    | 3    | 5    | 4   | 3   | 3   | 6  | 6  | 5  | 6  | 8  | 7  | 7  | 7  | 9  | 7  | 8  | 8  | 9  | 8  | 9  | 9  | 8  |
| Real Potosí       | 7  | 10 | 12  | 13   | 13   | *14  | *13 | *13 | *14 | 14 | 13 | 12 | 13 | 13 | 13 | 12 | 12 | 12 | 13 | 12 | 12 | 12 | 12 | 12 | 13 | 13 |
| Royal Pari        | 2  | 3  | 2   | 1    | 1    | 2    | 1   | 1   | 1   | 1  | 1  | 2  | 2  | 3  | 3  | 1  | 1  | 3  | 2  | 3  | 4  | 2  | 2  | 2  | 2  | 3  |
| San José          | 11 | 6  | *8  | *5   | *7   | 7    | 9   | 6   | 5   | 4  | 5  | 4  | 4  | 4  | 2  | 3  | 4  | 2  | 1  | 1  | 1  | 1  | 1  | 1  | 1  | 1  |
| Sport Boys        | 1  | 1  | 3   | 4    | 5    | 3    | 3   | 8   | 6   | 7  | 8  | 9  | 8  | 6  | 9  | 9  | 10 | 8  | 9  | 7  | 7  | 8  | 7  | 8  | 6  | 6  |
| The Strongest     | 2  | 2  | 1   | 2    | 2    | 1    | 2   | 2   | 2   | 2  | 2  | 1  | 1  | 1  | 1  | 2  | 3  | 1  | 3  | 4  | 2  | 3  | 3  | 3  | 4  | 2  |
| Universitario     | 9  | 9  | 13  | *12  | *12  | 12   | 14  | 14  | 12  | 13 | 14 | 14 | 14 | 14 | 14 | 13 | 13 | 14 | 14 | 14 | 14 | 14 | 13 | 13 | 12 | 12 |
| Wilstermann       | 9  | 11 | *11 | **11 | **11 | **10 | *8  | *7  | *8  | 5  | 3  | 3  | 3  | 2  | 5  | 5  | 6  | 6  | 5  | 5  | 5  | 5  | 5  | 5  | 5  | 5  |

| * | Partidos pendientes. |

## Partidos
- La hora de cada encuentro corresponde al huso horario que rige a Bolivia (UTC-4).

### Primera vuelta
| Fecha 1           | Fecha 1   | Fecha 1         | Fecha 1               | Fecha 1     | Fecha 1 | Fecha 1     | Fecha 1           | Fecha 1    | Fecha 1   |
| Local             | Resultado | Visitante       | Estadio               | Fecha       | Hora    | TV          | Árbitro           | Amonestado | Expulsado |
| ----------------- | --------- | --------------- | --------------------- | ----------- | ------- | ----------- | ----------------- | ---------- | --------- |
| Oriente Petrolero | 2 - 0     | Aurora          | Samuel Vaca Jiménez   | 20 de julio | 20:00   | Tigo Sports | Jordy Alemán      | 3          | 0         |
| Royal Pari        | 4 - 2     | Bolívar         | Gilberto Parada       | 21 de julio | 17:15   | Tigo Sports | Carlos García     | 8          | 0         |
| Sport Boys        | 3 - 0     | Destroyers      | Samuel Vaca Jiménez   | 22 de julio | 15:00   | Tigo Sports | Juan Nelio García | 2          | 0         |
| The Strongest     | 4 - 2     | San José        | Hernando Siles        | 22 de julio | 17:15   | Tigo Sports | Raúl Orosco       | 4          | 0         |
| Real Potosí       | 1 - 1     | Universitario   | Víctor Agustín Ugarte | 22 de julio | 17:15   | Tigo Sports | Jorge Mancilla    | 3          | 0         |
| Guabirá           | 2 - 2     | Nacional Potosí | Gilberto Parada       | 22 de julio | 19:30   | Tigo Sports | Gery Vargas       | 10         | 1         |
| Jorge Wilstermann | 0 - 0     | Blooming        | Capitán José Angulo   | 23 de julio | 15:00   | Tigo Sports | Luis Yrusta       | 1          | 0         |

| Fecha 2           | Fecha 2   | Fecha 2           | Fecha 2                 | Fecha 2     | Fecha 2 | Fecha 2     | Fecha 2           | Fecha 2    | Fecha 2   |
| Local             | Resultado | Visitante         | Estadio                 | Fecha       | Hora    | TV          | Árbitro           | Amonestado | Expulsado |
| ----------------- | --------- | ----------------- | ----------------------- | ----------- | ------- | ----------- | ----------------- | ---------- | --------- |
| Aurora            | 0 - 2     | Royal Pari        | Capitán José Angulo     | 24 de julio | 15:00   | Tigo Sports | Álvaro Campos     | 3          | 0         |
| Sport Boys        | 4 - 1     | Real Potosí       | Samuel Vaca Jiménez     | 25 de julio | 15:00   | Tigo Sports | Raúl Orsoco       | 3          | 1         |
| Nacional Potosí   | 0 - 0     | Destroyers        | Víctor Agustín Ugarte   | 25 de julio | 18:15   | Tigo Sports | Gado Flores       | 4          | 0         |
| Oriente Petrolero | 2 - 0     | Universitario     | Ramón Tahuichi Aguilera | 25 de julio | 20:30   | Tigo Sports | Luis Yrusta       | 3          | 0         |
| The Strongest     | 4 - 1     | Jorge Wilstermann | Hernando Siles          | 26 de julio | 18:15   | Tigo Sports | Ivo Méndez        | 3          | 0         |
| San José          | 3 - 2     | Bolívar           | Jesús Bermúdez          | 26 de julio | 20:30   | Tigo Sports | José Jordán       | 6          | 0         |
| Blooming          | 2 - 3     | Guabirá           | Ramón Tahuichi Aguilera | 26 de julio | 20:30   | Tigo Sports | Joaquín Antequera | 4          | 0         |

| Fecha 3           | Fecha 3   | Fecha 3         | Fecha 3                 | Fecha 3     | Fecha 3 | Fecha 3     | Fecha 3             | Fecha 3    | Fecha 3   |
| Local             | Resultado | Visitante       | Estadio                 | Fecha       | Hora    | TV          | Árbitro             | Amonestado | Expulsado |
| ----------------- | --------- | --------------- | ----------------------- | ----------- | ------- | ----------- | ------------------- | ---------- | --------- |
| Royal Pari        | 3 - 0     | Universitario   | Samuel Vaca Jiménez     | 28 de julio | 15:00   | Tigo Sports | Juan Marcelo Castro | 4          | 0         |
| Guabirá           | 0 - 2     | The Strongest   | Gilberto Parada         | 29 de julio | 15:00   | Tigo Sports | Víctor Hugo Hurtado | 4          | 0         |
| Real Potosí       | 2 - 3     | Nacional Potosí | Víctor Agustín Ugarte   | 29 de julio | 15:00   | Tigo Sports | Gery Vargas         | 6          | 0         |
| Bolívar           | 3 - 0     | Aurora          | Hernando Siles          | 29 de julio | 16:00   | Bolívar TV  | Juan Nelio García   | 4          | 0         |
| Destroyers        | 1 - 1     | Blooming        | Ramón Tahuichi Aguilera | 29 de julio | 19:00   | Tigo Sports | Hostin Prado        | 6          | 1         |
| Oriente Petrolero | 1 - 1     | Sport Boys      | Ramón Tahuichi Aguilera | 30 de julio | 20:00   | Tigo Sports | Ivo Méndez          | 7          | 2         |
| Jorge Wilstermann | 3 - 1     | San José        | Capitán José Angulo     | 9 de agosto | 15:00   | Tigo Sports | Alejandro Mancilla  | 7          | 1         |

| Fecha 4           | Fecha 4   | Fecha 4         | Fecha 4                 | Fecha 4      | Fecha 4 | Fecha 4     | Fecha 4           | Fecha 4    | Fecha 4   |
| Local             | Resultado | Visitante       | Estadio                 | Fecha        | Hora    | TV          | Árbitro           | Amonestado | Expulsado |
| ----------------- | --------- | --------------- | ----------------------- | ------------ | ------- | ----------- | ----------------- | ---------- | --------- |
| Blooming          | 5 - 0     | Real Potosí     | Ramón Tahuichi Aguilera | 1 de julio   | 18:15   | Tigo Sports | Julio Gutiérrez   | 4          | 0         |
| San José          | 3 - 2     | Aurora          | Jesús Bermúdez          | 1 de julio   | 20:30   | Tigo Sports | Luis Yrusta       | 5          | 0         |
| The Strongest     | 4 - 1     | Destroyers      | Hernando Siles          | 1 de julio   | 20:30   | Tigo Sports | Gery Vargas       | 1          | 0         |
| Sport Boys        | 0 - 3     | Royal Pari      | Samuel Vaca Jiménez     | 2 de julio   | 18:15   | Tigo Sports | Joaquín Antequera | 2          | 0         |
| Oriente Petrolero | 1 - 0     | Nacional Potosí | Ramón Tahuichi Aguilera | 2 de julio   | 20:30   | Tigo Sports | Raúl Orosco       | 13         | 2         |
| Universitario     | 1 - 3     | Bolívar         | Olímpico Patria         | 8 de agosto  | 20:00   | Tigo Sports | Juan Nelio García | 7          | 0         |
| Jorge Wilstermann | 3 - 2     | Guabirá         | Capitán José Angulo     | 15 de agosto | 15:00   | Tigo Sports | Luis Yrusta       | 7          | 1         |

| Fecha 5           | Fecha 5   | Fecha 5           | Fecha 5                 | Fecha 5     | Fecha 5 | Fecha 5     | Fecha 5            | Fecha 5    | Fecha 5   |
| Local             | Resultado | Visitante         | Estadio                 | Fecha       | Hora    | TV          | Árbitro            | Amonestado | Expulsado |
| ----------------- | --------- | ----------------- | ----------------------- | ----------- | ------- | ----------- | ------------------ | ---------- | --------- |
| Destroyers        | 0 - 0     | Jorge Wilstermann | Ramón Tahuichi Aguilera | 4 de agosto | 16:00   | Tigo Sports | José Jordán        | 6          | 0         |
| Bolívar           | 3 - 3     | Sport Boys        | Hernando Siles          | 5 de agosto | 16:00   | Bolívar TV  | Gery Vargas        | 1          | 0         |
| Aurora            | 0 - 0     | Universitario     | Capitán José Angulo     | 5 de agosto | 17:15   | Tigo Sports | Alejandro Mancilla | 0          | 0         |
| Oriente Petrolero | 0 - 3     | Blooming          | Ramón Tahuichi Aguilera | 5 de agosto | 20:00   | Tigo Sports | Ivo Méndez         | 3          | 0         |
| Guabirá           | 2 - 0     | San José          | Gilberto Parada         | 6 de agosto | 15:00   | Tigo Sports | Raúl Orosco        | 3          | 1         |
| Royal Pari        | 5 - 1     | Nacional Potosí   | Ramón Tahuichi Aguilera | 6 de agosto | 15:00   | Tigo Sports | Luis Yrusta        | 3          | 0         |
| Real Potosí       | 0 - 3     | The Strongest     | Víctor Agustín Ugarte   | 6 de agosto | 17:15   | Tigo Sports | Carlos García      | 9          | 0         |

| Fecha 6           | Fecha 6   | Fecha 6           | Fecha 6                 | Fecha 6         | Fecha 6 | Fecha 6     | Fecha 6             | Fecha 6    | Fecha 6   |
| Local             | Resultado | Visitante         | Estadio                 | Fecha           | Hora    | TV          | Árbitro             | Amonestado | Expulsado |
| ----------------- | --------- | ----------------- | ----------------------- | --------------- | ------- | ----------- | ------------------- | ---------- | --------- |
| Guabirá           | 3 - 2     | Destroyers        | Gilberto Parada         | 11 de agosto    | 19:30   | Tigo Sports | Luis Yrusta         | 4          | 1         |
| Nacional Potosí   | 6 - 1     | Bolívar           | Víctor Agustín Ugarte   | 12 de agosto    | 15:00   | Tigo Sports | Ivo Méndez          | 8          | 1         |
| The Strongest     | 2 - 1     | Oriente Petrolero | Hernando Siles          | 12 de agosto    | 17:15   | Tigo Sports | José Jordán         | 5          | 0         |
| San José          | 3 - 0     | Universitario     | Jesús Bermúdez          | 12 de agosto    | 17:15   | Tigo Sports | Víctor Hugo Hurtado | 2          | 1         |
| Blooming          | 1 - 1     | Royal Pari        | Ramón Tahuichi Aguilera | 12 de agosto    | 19:30   | Tigo Sports | Juan Nelio García   | 9          | 0         |
| Sport Boys        | 2 - 0     | Aurora            | Ramón Tahuichi Aguilera | 13 de agosto    | 20:00   | Tigo Sports | Gery Vargas         | 8          | 1         |
| Jorge Wilstermann | 4 - 0     | Real Potosí       | Capitán José Angulo     | 5 de septiembre | 15:00   | Tigo Sports | Jorge Justiniano    | 7          | 0         |

| Fecha 7           | Fecha 7   | Fecha 7           | Fecha 7                 | Fecha 7      | Fecha 7 | Fecha 7     | Fecha 7       | Fecha 7    | Fecha 7   |
| Local             | Resultado | Visitante         | Estadio                 | Fecha        | Hora    | TV          | Árbitro       | Amonestado | Expulsado |
| ----------------- | --------- | ----------------- | ----------------------- | ------------ | ------- | ----------- | ------------- | ---------- | --------- |
| Aurora            | 1 - 0     | Nacional Potosí   | Capitán José Angulo     | 18 de agosto | 15:00   | Tigo Sports | Ivo Méndez    | 4          | 1         |
| Real Potosí       | 2 - 0     | Guabirá           | Víctor Agustín Ugarte   | 18 de agosto | 17:15   | Tigo Sports | Hostin Prado  | 6          | 1         |
| Royal Pari        | 1 - 0     | The Strongest     | Ramón Tahuichi Aguilera | 18 de agosto | 19:30   | Tigo Sports | Gery Vargas   | 8          | 0         |
| Destroyers        | 3 - 0     | San José          | Ramón Tahuichi Aguilera | 19 de agosto | 15:00   | Tigo Sports | Gaad Flores   | 4          | 0         |
| Bolívar           | 3 - 0     | Blooming          | Hernando Siles          | 19 de agosto | 16:00   | Bolívar TV  | Raúl Orozco   | 5          | 0         |
| Universitario     | 1 - 1     | Sport Boys        | Olímpico Patria         | 19 de agosto | 17:15   | Tigo Sports | Nelson Barro  | 6          | 0         |
| Oriente Petrolero | 1 - 1     | Jorge Wilstermann | Ramón Tahuichi Aguilera | 19 de agosto | 19:30   | Tigo Sports | Álvaro Campos | 7          | 0         |

| Fecha 8           | Fecha 8   | Fecha 8           | Fecha 8                 | Fecha 8      | Fecha 8 | Fecha 8     | Fecha 8             | Fecha 8    | Fecha 8   |
| Local             | Resultado | Visitante         | Estadio                 | Fecha        | Hora    | TV          | Árbitro             | Amonestado | Expulsado |
| ----------------- | --------- | ----------------- | ----------------------- | ------------ | ------- | ----------- | ------------------- | ---------- | --------- |
| Destroyers        | 2 - 1     | Real Potosí       | Ramón Tahuichi Aguilera | 25 de agosto | 15:00   | Tigo Sports | Víctor Hugo Hurtado | 4          | 1         |
| Jorge Wilstermann | 1 - 0     | Royal Pari        | Capitán José Angulo     | 25 de agosto | 15:00   | Tigo Sports | José Jordán         | 5          | 2         |
| San José          | 6 - 0     | Sport Boys        | Jesús Bermúdez          | 25 de agosto | 17:15   | No          | Jorge Justiniano    | 4          | 1         |
| Nacional Potosí   | 2 - 0     | Universitario     | Víctor Agustín Ugarte   | 26 de agosto | 15:00   | Tigo Sports | Joaquín Antequera   | 4          | 0         |
| The Strongest     | 0 - 1     | Bolívar           | Hernando Siles          | 26 de agosto | 17:15   | Tigo Sports | Ivo Mendez          | 10         | 1         |
| Guabirá           | 0 - 1     | Oriente Petrolero | Gilberto Parada         | 26 de agosto | 17:15   | Tigo Sports | Gery Vargas         | 14         | 1         |
| Blooming          | 2 - 1     | Aurora            | Ramón Tahuichi Aguilera | 27 de agosto | 19:30   | Tigo Sports | Álvaro Campos       | 7          | 0         |

| Fecha 9           | Fecha 9   | Fecha 9           | Fecha 9                  | Fecha 9         | Fecha 9 | Fecha 9     | Fecha 9             | Fecha 9    | Fecha 9   |
| Local             | Resultado | Visitante         | Estadio                  | Fecha           | Hora    | TV          | Árbitro             | Amonestado | Expulsado |
| ----------------- | --------- | ----------------- | ------------------------ | --------------- | ------- | ----------- | ------------------- | ---------- | --------- |
| Sport Boys        | 2 - 1     | Nacional Potosí   | Samuel Vaca Jiménez      | 31 de agosto    | 20:00   | Tigo Sports | Jordy Alemán        | 6          | 0         |
| Aurora            | 1 - 2     | The Strongest     | Municipal de Colcapirhua | 1 de septiembre | 15:00   | Tigo Sports | Gery Vargas         | 5          | 1         |
| Bolívar           | 2 - 1     | Jorge Wilstermann | Hernando Siles           | 1 de septiembre | 16:00   | Bolívar TV  | Carlos García       | 5          | 0         |
| Royal Pari        | 2 - 1     | Guabirá           | Ramón Tahuichi Aguilera  | 1 de septiembre | 17:15   | Tigo Sports | Raúl Orosco         | 4          | 0         |
| Universitario     | 2 - 1     | Blooming          | Olímpico Patria          | 2 de septiembre | 15:00   | Tigo Sports | Víctor Hugo Hurtado | 4          | 0         |
| Real Potosí       | 0 - 5     | San José          | Víctor Agustín Ugarte    | 2 de septiembre | 17:15   | No          | Hostin Prado        | 8          | 0         |
| Oriente Petrolero | 1 - 0     | Destroyers        | Ramón Tahuichi Aguilera  | 3 de septiembre | 19:30   | Tigo Sports | Ivo Méndez          | 7          | 1         |

| Fecha 10          | Fecha 10  | Fecha 10          | Fecha 10                | Fecha 10         | Fecha 10 | Fecha 10    | Fecha 10         | Fecha 10   | Fecha 10  |
| Local             | Resultado | Visitante         | Estadio                 | Fecha            | Hora     | TV          | Árbitro          | Amonestado | Expulsado |
| ----------------- | --------- | ----------------- | ----------------------- | ---------------- | -------- | ----------- | ---------------- | ---------- | --------- |
| Sport Boys        | 2 - 2     | The Strongest     | Samuel Vaca Jiménez     | 14 de septiembre | 20:00    | Tigo Sports | Raúl Orosco      | 7          | 0         |
| Royal Pari        | 2 - 1     | Real Potosí       | Ramón Tahuichi Aguilera | 15 de septiembre | 15:00    | Tigo Sports | Gery Vargas      | 8          | 3         |
| Bolívar           | 5 - 1     | Destroyers        | Hernando Siles          | 15 de septiembre | 16:00    | Bolívar TV  | Hostin Prado     | 4          | 0         |
| Nacional Potosí   | 0 - 0     | Blooming          | Víctor Agustín Ugarte   | 15 de septiembre | 19:00    | Tigo Sports | Álvaro Campo     | 7          | 0         |
| Universitario     | 0 - 2     | Jorge Wilstermann | Olímpico Patria         | 16 de septiembre | 15:00    | Tigo Sports | Carlos García    | 7          | 1         |
| Aurora            | 1 - 0     | Guabirá           | Félix Capriles          | 16 de septiembre | 15:00    | No          | Orlando Quintana | 5          | 0         |
| Oriente Petrolero | 1 - 3     | San José          | Ramón Tahuichi Aguilera | 16 de septiembre | 19:30    | Tigo Sports | Luis Yrusta      | 5          | 0         |

| Fecha 11          | Fecha 11  | Fecha 11          | Fecha 11                | Fecha 11         | Fecha 11 | Fecha 11    | Fecha 11            | Fecha 11   | Fecha 11  |
| Local             | Resultado | Visitante         | Estadio                 | Fecha            | Hora     | TV          | Árbitro             | Amonestado | Expulsado |
| ----------------- | --------- | ----------------- | ----------------------- | ---------------- | -------- | ----------- | ------------------- | ---------- | --------- |
| Destroyers        | 2 - 0     | Royal Pari        | Ramón Tahuichi Aguilera | 18 de septiembre | 18:15    | Tigo Sports | Joaquín Antequera   | 3          | 0         |
| Blooming          | 2 - 1     | Sport Boys        | Ramón Tahuichi Aguilera | 18 de septiembre | 20:30    | Tigo Sports | Gado Flores         | 6          | 0         |
| San José          | 2 - 3     | Nacional Potosí   | Jesús Bermúdez          | 19 de septiembre | 19:30    | No          | Nelson Barro        | 8          | 0         |
| The Strongest     | 2 - 1     | Universitario     | Hernando Siles          | 19 de septiembre | 20:30    | Tigo Sports | Álvaro Campos       | 8          | 0         |
| Jorge Wilstermann | 3 - 0     | Aurora            | Félix Capriles          | 19 de septiembre | 20:30    | Tigo Sports | Ivo Méndez          | 4          | 0         |
| Guabirá           | 2 - 0     | Bolívar           | Gilberto Parada         | 20 de septiembre | 15:00    | Tigo Sports | José Jordán         | 7          | 1         |
| Real Potosí       | 1 - 0     | Oriente Petrolero | Víctor Agustín Ugarte   | 20 de septiembre | 18:15    | Tigo Sports | Víctor Hugo Hurtado | 10         | 2         |

| Fecha 12          | Fecha 12  | Fecha 12        | Fecha 12                | Fecha 12         | Fecha 12 | Fecha 12    | Fecha 12         | Fecha 12   | Fecha 12  |
| Local             | Resultado | Visitante       | Estadio                 | Fecha            | Hora     | TV          | Árbitro          | Amonestado | Expulsado |
| ----------------- | --------- | --------------- | ----------------------- | ---------------- | -------- | ----------- | ---------------- | ---------- | --------- |
| Destroyers        | 1 - 0     | Aurora          | Ramón Tahuichi Aguilera | 22 de septiembre | 15:00    | No          | Jorge Justiniano | 4          | 0         |
| The Strongest     | 2 - 0     | Nacional Potosí | Hernando Siles          | 22 de septiembre | 17:15    | Tigo Sports | Gery Vargas      | 7          | 0         |
| Real Potosí       | 4 - 2     | Bolívar         | Félix Capriles          | 23 de septiembre | 15:00    | Tigo Sports | Luis Yrusta      | 8          | 1         |
| Jorge Wilstermann | 1 - 0     | Sport Boys      | Víctor Agustín Ugarte   | 23 de septiembre | 15:00    | Tigo Sports | Gery Vargas      | 5          | 1         |
| San José          | 4 - 1     | Blooming        | Jesús Bermúdez          | 23 de septiembre | 17:15    | Tigo Sports | Hostin Prado     | 7          | 0         |
| Oriente Petrolero | 1 - 0     | Royal Pari      | Ramón Tahuichi Aguilera | 23 de septiembre | 19:30    | Tigo Sports | Carlos García    | 6          | 0         |
| Guabirá           | 2 - 0     | Universitario   | Gilberto Parada         | 24 de septiembre | 15:00    | No          | Edson Ríos       | 2          | 0         |

| Fecha 13        | Fecha 13  | Fecha 13          | Fecha 13                | Fecha 13         | Fecha 13 | Fecha 13    | Fecha 13            | Fecha 13   | Fecha 13  |
| Local           | Resultado | Visitante         | Estadio                 | Fecha            | Hora     | TV          | Árbitro             | Amonestado | Expulsado |
| --------------- | --------- | ----------------- | ----------------------- | ---------------- | -------- | ----------- | ------------------- | ---------- | --------- |
| Universitario   | 1 - 0     | Destroyers        | Olímpico Patria         | 29 de septiembre | 15:00    | No          | Jordy Alemán        | 2          | 0         |
| Royal Pari      | 1 - 1     | San José          | Ramón Tahuichi Aguilera | 29 de septiembre | 17:15    | Tigo Sports | Jorge Mancilla      | 3          | 0         |
| Aurora          | 3 - 2     | Real Potosí       | Félix Capriles          | 30 de septiembre | 15:00    | Tigo Sports | Joaquín Antequera   | 6          | 1         |
| Bolívar         | 3 - 0     | Oriente Petrolero | Hernando Siles          | 30 de septiembre | 16:00    | Bolívar TV  | Gery Vargas         | 6          | 0         |
| Sport Boys      | 2 - 0     | Guabirá           | Samuel Vaca Jiménez     | 30 de septiembre | 17:15    | No          | Carlos García       | 10         | 0         |
| Nacional Potosí | 1 - 0     | Jorge Wilstermann | Víctor Agustín Ugarte   | 30 de septiembre | 17:15    | Tigo Sports | Gaad Flores         | 5          | 0         |
| Blooming        | 2 - 1     | The Strongest     | Ramón Tahuichi Aguilera | 30 de septiembre | 19:30    | Tigo Sports | Víctor Hugo Hurtado | 8          | 0         |

### Segunda vuelta
| Nacional Potosí | 3 - 2 | Guabirá           | Víctor Agustín Ugarte   | 6 de octubre | 19:30 | No          |
| Universitario   | 0 - 1 | Real Potosí       | Olímpico Patria         | 7 de octubre | 15:00 | Tigo Sports |
| Aurora          | 0 - 0 | Oriente Petrolero | Félix Capriles          | 7 de octubre | 15:00 | Tigo Sports |
| Bolívar         | 7 - 5 | Royal Pari        | Hernando Siles          | 7 de octubre | 16:00 | Bolívar TV  |
| San José        | 3 - 1 | The Strongest     | Jesús Bermúdez          | 7 de octubre | 17:15 | Tigo Sports |
| Destroyers      | 2 - 3 | Sport Boys        | Ramón Tahuichi Aguilera | 7 de octubre | 17:15 | No          |
| Blooming        | 0 - 3 | Jorge Wilstermann | Ramón Tahuichi Aguilera | 8 de octubre | 19:30 | Tigo Sports |

| Universitario   | 0 - 1 | Royal Pari        | Olímpico Patria         | 20 de octubre | 15:00 | No          |
| The Strongest   | 6 - 0 | Guabirá           | Hernando Siles          | 20 de octubre | 17:15 | Tigo Sports |
| Aurora          | 0 - 4 | Bolívar           | Félix Capriles          | 21 de octubre | 15:00 | Tigo Sports |
| Nacional Potosí | 2 - 0 | Real Potosí       | Víctor Agustín Ugarte   | 21 de octubre | 15:00 | No          |
| San José        | 2 - 1 | Jorge Wilstermann | Jesús Bermúdez          | 21 de octubre | 17:15 | Tigo Sports |
| Sport Boys      | 0 - 1 | Oriente Petrolero | Samuel Vaca Jiménez     | 21 de octubre | 19:30 | Tigo Sports |
| Blooming        | 1 - 0 | Destroyers        | Ramón Tahuichi Aguilera | 22 de octubre | 19:30 | Tigo Sports |

| Royal Pari        | 4 - 1 | Aurora            | Ramón Tahuichi Aguilera | 24 de octubre | 15:00 | Tigo Sports |
| Universitario     | 2 - 1 | Oriente Petrolero | Olímpico Patria         | 24 de octubre | 18:15 | Tigo Sports |
| Bolívar           | 4 - 2 | San José          | Hernando Siles          | 24 de octubre | 20:00 | Bolívar TV  |
| Jorge Wilstermann | 3 - 1 | The Strongest     | Félix Capriles          | 24 de octubre | 20:30 | Tigo Sports |
| Real Potosí       | 3 - 1 | Sport Boys        | Víctor Agustín Ugarte   | 24 de octubre | 20:30 | No          |
| Destroyers        | 0 - 2 | Nacional Potosí   | Ramón Tahuichi Aguilera | 25 de octubre | 14:30 | Tigo Sports |
| Guabirá           | 3 - 1 | Blooming          | Gilberto Parada         | 25 de octubre | 20:30 | No          |

| Royal Pari      | 4 - 1 | Sport Boys        | Ramón Tahuichi Aguilera | 27 de octubre | 15:00 | No          |
| Aurora          | 1 - 2 | San José          | Félix Capriles          | 28 de octubre | 14:00 | Tigo Sports |
| Guabirá         | 4 - 0 | Jorge Wilstermann | Gilberto Parada         | 28 de octubre | 14:00 | Tigo Sports |
| Bolívar         | 6 - 0 | Universitario     | Hernando Siles          | 28 de octubre | 15:00 | Bolívar TV  |
| Nacional Potosí | 3 - 0 | Oriente Petrolero | Víctor Agustín Ugarte   | 28 de octubre | 17:15 | Tigo Sports |
| Destroyers      | 0 - 1 | The Strongest     | Ramón Tahuichi Aguilera | 28 de octubre | 19:30 | Tigo Sports |
| Real Potosí     | 1 - 1 | Blooming          | Félix Capriles          | 29 de octubre | 19:00 | Tigo Sports |

| San José          | 6 - 0 | Guabirá           | Jesús Bermúdez          | 2 de noviembre | 16:00 | Tigo Sports |
| The Strongest     | 5 - 1 | Real Potosí       | Hernando Siles          | 3 de noviembre | 15:00 | Tigo Sports |
| Sport Boys        | 4 - 1 | Bolívar           | Samuel Vaca Jiménez     | 3 de noviembre | 17:15 | Tigo Sports |
| Nacional Potosí   | 3 - 1 | Royal Pari        | Víctor Agustín Ugarte   | 3 de noviembre | 19:30 | Tigo Sports |
| Universitario     | 0 - 1 | Aurora            | Olímpico Patria         | 4 de noviembre | 15:00 | No          |
| Jorge Wilstermann | 2 - 1 | Destroyers        | Félix Capriles          | 4 de noviembre | 17:15 | Tigo Sports |
| Blooming          | 2 - 0 | Oriente Petrolero | Ramón Tahuichi Aguilera | 4 de noviembre | 19:30 | Tigo Sports |

| Destroyers        | 1 - 2 | Guabirá           | Ramón Tahuichi Aguilera | 10 de noviembre | 14:00 | No          |
| Aurora            | 4 - 2 | Sport Boys        | Félix Capriles          | 10 de noviembre | 16:15 | No          |
| Royal Pari        | 3 - 2 | Blooming          | Ramón Tahuichi Aguilera | 10 de noviembre | 18:30 | Tigo Sports |
| Universitario     | 0 - 4 | San José          | Olímpico Patria         | 11 de noviembre | 14:00 | Tigo Sports |
| Bolívar           | 2 - 0 | Nacional Potosí   | Hernando Siles          | 11 de noviembre | 15:00 | Bolívar TV  |
| Real Potosí       | 0 - 2 | Jorge Wilstermann | Víctor Agustín Ugarte   | 11 de noviembre | 16:15 | Tigo Sports |
| Oriente Petrolero | 2 - 1 | The Strongest     | Ramón Tahuichi Aguilera | 11 de noviembre | 18:30 | Tigo Sports |

| Sport Boys        | 3 - 0 | San José          | Samuel Vaca Jiménez     | 24 de noviembre | 14:00 | Tigo Sports |
| Real Potosí       | 3 - 2 | Destroyers        | Víctor Agustín Ugarte   | 24 de noviembre | 16:15 | No          |
| Royal Pari        | 2 - 2 | Jorge Wilstermann | Ramón Tahuichi Aguilera | 24 de noviembre | 18:30 | Tigo Sports |
| Universitario     | 2 - 1 | Nacional Potosí   | Olímpico Patria         | 25 de noviembre | 14:00 | No          |
| Bolívar           | 1 - 1 | The Strongest     | Hernando Siles          | 25 de noviembre | 15:00 | Bolívar TV  |
| Aurora            | 0 - 0 | Blooming          | Félix Capriles          | 25 de noviembre | 16:15 | Tigo Sports |
| Oriente Petrolero | 0 - 0 | Guabirá           | Ramón Tahuichi Aguilera | 25 de noviembre | 18:30 | Tigo Sports |

| San José          | 3 - 1 | Destroyers        | Jesús Bermúdez          | 14 de octubre   | 19:00 | Tigo Sports |
| Sport Boys        | 2 - 1 | Universitario     | Samuel Vaca Jiménez     | 28 de noviembre | 15:00 | No          |
| The Strongest     | 3 - 1 | Royal Pari        | Hernando Siles          | 28 de noviembre | 17:15 | Tigo Sports |
| Guabirá           | 2 - 2 | Real Potosí       | Gilberto Parada         | 28 de noviembre | 19:30 | No          |
| Jorge Wilstermann | 1 - 2 | Oriente Petrolero | Félix Capriles          | 28 de noviembre | 19:30 | Tigo Sports |
| Nacional Potosí   | 2 - 1 | Aurora            | Víctor Agustín Ugarte   | 29 de noviembre | 17:15 | No          |
| Blooming          | 3 - 2 | Bolívar           | Ramón Tahuichi Aguilera | 29 de noviembre | 19:30 | Tigo Sports |

| San José          | 2 - 1 | Real Potosí       | Jesús Bermúdez          | 18 de noviembre | 14:00 | Tigo Sports |
| Guabirá           | 1 - 2 | Royal Pari        | Gilberto Parada         | 1 de diciembre  | 18:30 | Tigo Sports |
| Jorge Wilstermann | 3 - 1 | Bolívar           | Félix Capriles          | 2 de diciembre  | 14:00 | Tigo Sports |
| The Strongest     | 0 - 1 | Aurora            | Hernando Siles          | 2 de diciembre  | 16:15 | Tigo Sports |
| Nacional Potosí   | 1 - 1 | Sport Boys        | Víctor Agustín Ugarte   | 2 de diciembre  | 16:15 | No          |
| Blooming          | 7 - 1 | Universitario     | Ramón Tahuichi Aguilera | 2 de diciembre  | 18:30 | Tigo Sports |
| Destroyers        | 0 - 0 | Oriente Petrolero | Ramón Tahuichi Aguilera | 3 de diciembre  | 20:30 | Tigo Sports |

| Bolívar           | 3 - 0 | Guabirá           | Hernando Siles          | 15 de noviembre | 20:00 | Bolívar TV  |
| Royal Pari        | 1 - 1 | Destroyers        | Ramón Tahuichi Aguilera | 17 de noviembre | 15:00 | Tigo Sports |
| Aurora            | 2 - 0 | Jorge Wilstermann | Félix Capriles          | 18 de noviembre | 16:15 | Tigo Sports |
| Sport Boys        | 1 - 0 | Blooming          | Samuel Vaca Jiménez     | 5 de diciembre  | 17:15 | Tigo Sports |
| Universitario     | 2 - 1 | The Strongest     | Olímpico Patria         | 5 de diciembre  | 19:30 | Tigo Sports |
| Oriente Petrolero | 7 - 2 | Real Potosí       | Ramón Tahuichi Aguilera | 6 de diciembre  | 20:30 | Tigo Sports |
| Nacional Potosí   | 2 - 5 | San José          | Víctor Agustín Ugarte   | 6 de diciembre  | 20:30 | Tigo Sports |

| The Strongest     | 6 - 0 | Sport Boys        | Hernando Siles          | 8 de diciembre  | 15:00 | Tigo Sports |
| Jorge Wilstermann | 2 - 0 | Universitario     | Félix Capriles          | 8 de diciembre  | 17:15 | Tigo Sports |
| Real Potosí       | 1 - 2 | Royal Pari        | Víctor Agustín Ugarte   | 9 de diciembre  | 15:00 | Tigo Sports |
| San José          | 5 - 0 | Oriente Petrolero | Jesús Bermúdez          | 9 de diciembre  | 17:15 | Tigo Sports |
| Guabirá           | 3 - 0 | Aurora            | Gilberto Parada         | 9 de diciembre  | 19:30 | No          |
| Destroyers        | 0 - 2 | Bolívar           | Ramón Tahuichi Aguilera | 9 de diciembre  | 19:30 | Tigo Sports |
| Blooming          | 3 - 1 | Nacional Potosí   | Ramón Tahuichi Aguilera | 10 de diciembre | 20:30 | Tigo Sports |

| Bolívar         | 8 - 0 | Real Potosí       | Hernando Siles          | 16 de diciembre | 16:00 | Bolívar TV  |
| Nacional Potosí | 2 - 3 | The Strongest     | Víctor Agustín Ugarte   | 16 de diciembre | 16:00 | Tigo Sports |
| Sport Boys      | 2 - 1 | Jorge Wilstermann | Samuel Vaca Jiménez     | 16 de diciembre | 16:00 | No          |
| Universitario   | 2 - 1 | Guabirá           | Olímpico Patria         | 16 de diciembre | 16:00 | No          |
| Aurora          | 5 - 0 | Destroyers        | Félix Capriles          | 16 de diciembre | 16:00 | No          |
| Blooming        | 1 - 3 | San José          | Ramón Tahuichi Aguilera | 16 de diciembre | 16:00 | Tigo Sports |
| Royal Pari      | 1 - 0 | Oriente Petrolero | Gilberto Parada         | 16 de diciembre | 16:00 | Tigo Sports |

| Real Potosí       | 1 - 0 | Aurora          | Víctor Agustín Ugarte   | 19 de diciembre | 15:00 | No          |
| Destroyers        | 1 - 1 | Universitario   | Ramón Tahuichi Aguilera | 19 de diciembre | 15:00 | Tigo Sports |
| Oriente Petrolero | 2 - 1 | Bolívar         | Ramón Tahuichi Aguilera | 19 de diciembre | 20:00 | Tigo Sports |
| Guabirá           | 2 - 3 | Sport Boys      | Gilberto Parada         | 19 de diciembre | 20:00 | No          |
| Jorge Wilstermann | 2 - 2 | Nacional Potosí | Félix Capriles          | 19 de diciembre | 20:00 | No          |
| San José (C)      | 1 - 1 | Royal Pari      | Jesús Bermúdez          | 19 de diciembre | 20:00 | Tigo Sports |
| The Strongest     | 8 - 0 | Blooming        | Hernando Siles          | 19 de diciembre | 20:00 | Tigo Sports |

### Campeón
|                                                     |
| San José 4.° título                                 |
| Clasificado a la Copa Libertadores 2019 (Bolivia 2) |

## Estadísticas

### Goleadores
- Actualizado el 25 de octubre.

| Pos. | Jugador               | Equipo          | Penal | Goles |
| ---- | --------------------- | --------------- | ----- | ----- |
| 1    | Jair Reinoso          | San José        | 0     | 20    |
| 1    | Rolando Blackburn     | The Strongest   | 0     | 20    |
| 1    | Marcos Riquelme       | Bolívar         | 0     | 20    |
| 4    | Pablo Escobar         | The Strongest   | 10    | 16    |
| 5    | Juanmi Callejón       | Bolívar         | 0     | 15    |
| 5    | Jhon Jairo Mosquera   | Royal Pari      | 1     | 15    |
| 7    | William Ferreira      | Bolívar         | 1     | 14    |
| 7    | Martín Prost          | Sport Boys      | 9     | 14    |
| 9    | Jose Alfredo Castillo | Guabirá         | 2     | 13    |
| 10   | Harold Reina          | Nacional Potosí | 0     | 12    |
| 10   | Javier Sanguinetti    | San José        | 11    | 12    |

Fuente: Mis Marcadores

### Anotaciones destacadas
- Actualizado el 25 de octubre.

| Fecha    | Jugador       | Goles | Local      | Resultado | Visitante       |
| -------- | ------------- | ----- | ---------- | --------- | --------------- |
| 0/0/2018 | John Mosquera | 3     | Royal Pari | 5-1       | Nacional Potosí |